# Casa Grande (Albacete)
Casa Grande es un barrio rural de Albacete (España) localizado al noroeste de la ciudad.
Está situado a medio camino entre Albacete y La Gineta. 
Tiene accesos tanto por la carretera nacional 430 (N-430) como por la Autovía de Alicante (A-31).
Según el INE, tenía una población de 90 habitantes en 2017.